# Hibiscus angolensis
Hibiscus angolensis är en malvaväxtart som beskrevs av Arthur Wallis Exell. Hibiscus angolensis ingår i Hibiskussläktet som ingår i familjen malvaväxter. Inga underarter finns listade i Catalogue of Life.